# Capo Palos
Capo Palos (in spagnolo Cabo de Palos) è un capo spagnolo che si trova nel territorio del comune di Cartagena nella comunità autonoma di Murcia. Orograficamente, è la parte terminale della cordigliera Betica ed è formato principalmente da rocce scistose.
Prende il nome dalla vicinanza alla laguna (palus in latino) del mar Menor.

## Storia
Secondo Plinio il Vecchio e Postumio Rufio Festo Avienio, sul promontorio del capo nell'antichità sorgeva un tempio dedicato a Baal Hammon, identificato dai romani come Saturno. 
Nel XVI secolo, sotto il regno di Filippo II, si costruì sul promontorio una torre di vigilanza, per la difesa della costa dagli attacchi dei corsari. Nel 1862 si iniziò la costruzione dell'attuale faro che si innalza fino a 80 metri di altezza sopra il livello del mare e 50 dal terreno, situato nella parte orientale del capo, sopra una piccola collina. Fu acceso per la prima volta il 31 gennaio del 1865.
Il 4 agosto del 1906 un transatlantico italiano che portava emigranti verso l'America del Sud naufragò di fronte al faro causando più di cinquecento vittime; evento noto come il naufragio del Sirio. Nella notte tra il 5 ed il 6 marzo del 1938, a una settantina di miglia ad est del capo, si combatté la principale battaglia navale della Guerra civile spagnola, la Battaglia di Capo Palos.

## Situazione odierna
Capo Palos, in origine prevalentemente un villaggio di pescatori, è oggi una località turistica conosciuta per la sua gastronomia, (in particolare per il caldero del mar Menor, ricetta tipica a base di riso e pescato locale, soprattutto cernia) e come meta per le immersioni subacquee. Il porto è destinato alla pesca ed al diporto. Capo Palos forma parte della Stazione Nautica del Mar Minor, che assicura ai turisti la presenza di una vasta gamma di sport acquatici, in particolare l'immersione, in tutte le stagioni, grazie alla bellezza dei fondali e al clima caldo del sud-est e Murcia.

## Luoghi d'interesse ambientale
Dal 1995 le aree circostanti sono incluse nella Riserva marina di Capo Palos e Isole delle Formiche.

## Eventi
- Processione del Cristo dei Pescatori, Giovedì Santo della Settimana Santa.
- La Vergine del Mare, Santa Patrona, dal 7 agosto al 15 agosto, processione in mare.
- Habanera Festival: agosto
- Mercato domenicale.

## Comunicazioni
Gli autobus per Cartagena, Murcia, Madrid, La Manga.